# Roger Delgado
Roger Caesar Marius Bernard de Delgado Torres Castillo Roberto (Whitechapel, 1º marzo 1918 – Nevsehir, 18 giugno 1973) è stato un attore britannico.

## Biografia
Nato da madre belga e padre spagnolo, studiò alla London School of Economics. Servì come Maggiore nella seconda guerra mondiale sia nei Leicestershire Regiment che nei Royal Corps of Signals. Sposò nel 1957 Kismet Shahani.
Grande amico di Jon Pertwee, i due si incontrarono nella serie televisiva Doctor Who, dove Delgado fu il primo interprete del Maestro.
Nel 1973, mentre si trovava in Turchia per girare la serie franco-tedesca La Cloche Tibetaine, morì in un incidente stradale insieme a due tecnici turchi. Questo fu uno dei motivi per il quale Pertwee lasciò la serie dopo la sua morte.

## Filmografia

### Cinema
- Murder at Scotland Yard, regia di Victor M. Gover (1952)
- The Broken Horseshoe, regia di Martyn C. Webster (1953)
- Il paradiso del Capitano Holland (The Captain's Paradise), regia di Anthony Kimmins (1953)
- Blood Orange, regia di Terence Fisher (1953)
- The Belles of St. Trinian's, regia di Frank Launder (1954)
- Third Party Risk, regia di Daniel Birt (1954)
- Tempesta sul Nilo (Storm Over the Nile), regia di Zoltán Korda, Terence Fisher (1955)
- La battaglia di Rio della Plata (The Battle of the River Plate), regia di Michael Powell ed Emeric Pressburger (1956)
- Manuela, regia di Guy Hamilton (1957)
- Sea Fury, regia di Cy Endfield (1958)
- Mark of the Phoenix, regia di Mclean Rogers (1958)
- Il primo uomo nello spazio (First Man into Space), regia di Robert Day (1959)
- Gli strangolatori di Bombay (The Stranglers of Bombay), regia di Terence Fisher (1959)
- Sands of the Desert, regia di John Paddy Carstairs (1960)
- Il coraggio e la sfida (The Singer Not the Song), regia di Roy Ward Baker (1961)
- Il terrore dei Tongs (The Terror of the Tongs), regia di Anthony Bushell (1961)
- Village of Daughters, regia di George Pollock (1962)
- Astronauti per forza (The Road to Hong Kong), regia di Norman Panama (1962)
- I figli del capitano Grant (In Search of the Castaways), regia di Robert Stevenson (1962)
- Il cranio e il corvo (The Mind Benders), regia di Basil Dearden (1963)
- Un buon prezzo per morire (The Running Man), regia di Carol Reed (1963)
- Troppo caldo per giugno (Hot Enough for June), regia di Ralph Thomas (1964)
- Khartoum, regia di Basil Dearden (1965)
- Questa pazza, pazza, pazza Londra (The Sandwich Man), regia di Robert Hartford-Davis (1965)
- Il sudario della mummia (The Mummy's Shroud), regia di John Gilling (1967)
- Un giorno... di prima mattina (Star!), regia di Robert Wise (1968)
- Assassination Bureau (The Assassination Bureau), regia di Basil Dearden (1969)
- All'ombra delle piramidi (Antony and Cleopatra), regia di Charlton Heston (1972)

### Televisione
- The Adventures of the Scarlet Pimpernel – serie TV, episodio 1x18 (1956)
- Assignment Foreign Legion – serie TV, episodio 1x23 (1957)
- Robin Hood (The Adventures of Robin Hood) – serie TV, episodio 3x31 (1958)
- The Third Man – serie TV (1959-1965)
- Gioco pericoloso (Danger Man) – serie TV (1961)
- Z Cars – serie TV (1962)
- Missione segreta (Espionage) – serie TV, episodio 1x11 (1963)
- The Protectors – serie TV, episodio 1x08 (1964)
- Poliziotti in cilindro: i rivali di Sherlock Holmes (The Rivals of Sherlock Holmes) – serie TV (1971)
- Doctor Who – serie TV (1971-1973)
- Attenti a quei due (The Persuaders!) – serie TV, episodio 1x23 (1972)
- La Cloche Tibetaine – serie TV (1974)